# حصن الأبلق
حصن الأبلق أو قصر الأبلق يعتبر من القصور الواقعة في الجزء الجنوبي الغربي من مدينة تيماء شمال غرب السعودية.

## نبذة عن الحصن
يحيط بالحصن سور كبير متصل بسور المدينة الكبير ويطلق عليه حصن الأبلق أو حصن تيماء، والذي يرجع بناؤه إلى السموأل بن حيا بن عاديا، وهو عربي النسب يهودي الديانة, واختلف المؤرخون في نسبه فقيل: إنه من ولد الكاهن بن هارون بن عمران،وقالوا إنه من بني غسان.، ويعتبر السموأل من الشعراء، ولكن يسير ما حصل عليه الباحثين حيث تناثرت قصائده في بعض الكتب القديمة كالأغاني، وآثار البلاد، ومعجم البلدان وغيرها من المؤلفات الأدبية، وقد جمعها الأستاذ عيسى سابا، ونشرها في كتابه ضم إلى جانب قصائد السموأل قصائد للشاعر عروة بن الورد وأسماه «ديوانا عروة بن الورد والسموأل».، وتروى حكايات التاريخ هذا المثل الذي يقول (تمرد مارد وعز الأبلق، فقد حاولت الزباء ملكة تدمر إخضاع سكان الحصن ولكنها فشلت، كما فشلت من قبل في إخضاع قلعة مارد في دومة الجندل فقالت هذه المقولة الماثورة التي أصبحت مثلاً فيما بعد، ويحيط بالقصر مجموعة أسوار أثرية من الحجر، تقع على مسافة حوالي 200م شمال برج بدر بن جوهر.
لم يكشف عن قصر الأبلق حتى الآن ولا زال مطموراً تحت الأنقاض عدا بعض أجزائه العلوية التي توضح أن جدران القصر قد شيدت من الحجارة وقد ذكر الحصن في عدد من المصادر العربية القديمة وكذلك جاء في العديد من القصائد التي تحدثت عن روعته وشكله وأسلوب بنائه.

## سبب التسمية
سمي بالأبلق لأن في بنائه بياض وحمرة حيث أن آثار بنائه الحجرية لا زالت باقية إلى اليوم.

## انظر ايضاً
- محافظة تيماء
- تيماء (مدينة)
- أرض تيماء

## وصلات خارجية
- شاهد.. آثار قصر السموأل بتيماء وحكاية وفائه الخالدة.